# Liste der Kulturdenkmale in Königsfeld (Sachsen)
In der Liste der Kulturdenkmale in Königsfeld sind die Kulturdenkmale der sächsischen Gemeinde Königsfeld verzeichnet, die bis Mai 2023 vom Landesamt für Denkmalpflege Sachsen erfasst wurden (ohne archäologische Kulturdenkmale). Die Anmerkungen sind zu beachten.
Diese Aufzählung ist eine Teilmenge der Liste der Kulturdenkmale im Landkreis Mittelsachsen.

## Königsfeld
| Bild                                    | Bezeichnung | Lage                         | Datierung | Beschreibung | ID       |
| --------------------------------------- | --- | ---------------------------- | --- | --- | -------- |
| Weitere Bilder                          | Ganzmeilenstein | Geithainer Straße (Karte)    | 2. Hälfte 19. Jahrhundert | Königlich-Sächsischer Meilenstein, verkehrsgeschichtlich von Bedeutung. Aufschrift „Leipzig 49 km“, „Nürnberg 295 km“, „Geithain“, „Colditz“. | 08955294 |
| Direkt Bild zu diesem Denkmal hochladen | Östliche Scheune eines Dreiseithofes | Geithainer Straße 4 (Karte)  | 2. Hälfte 19. Jahrhundert | Beispiel für die jüngere Fachwerkbauweise, wichtig für das Straßenbild, baugeschichtlich von Bedeutung. Ganz Fachwerk-Konstruktion, mit Drempel, leichte Verformung im Traufbereich, Giebeldreieck verkleidet, Biberschwanzdeckung. | 08955293 |
| Direkt Bild zu diesem Denkmal hochladen | Wohnhaus | Geithainer Straße 8 (Karte)  | Um 1800 | Obergeschoss Fachwerk, baugeschichtlich und straßenbildprägend von Bedeutung. Erdgeschoss Porphyrgewände, gegiebelter Türsturz, Giebeldreieck verbrettert, ein Giebel massiv, Dachüberstand, Dach Schiefer. | 08955292 |
|                                         | Gasthof „Vergißmeinnicht“, ohne Anbau | Geithainer Straße 24 (Karte) | 1. Hälfte 19. Jahrhundert | Obergeschoss Fachwerk, baugeschichtlich, ortsgeschichtlich und straßenbildprägend von Bedeutung. Erdgeschoss massiv, eine Giebelseite Schiefer, die andere verkleidet und verändert durch liegende Fenster. | 08955377 |
|                                         | Kilometerstein | Hauptstraße (Karte)          | Um 1900 | Sandstein, ca. 45 cm hoch, oben halbrund, verkehrsgeschichtlich von Bedeutung | 08955296 |
| Weitere Bilder                          | Ehemaliges Gutsverwalterhaus des Rittergutes sowie Kellergewölbe, Mauerreste und Sitznischenportal als Reste des ehemaligen Wasserschlosses | Hauptstraße 13 (Karte)       | Ende 18. Jahrhundert (Gutsverwalterhaus); 1688 (Datierung ehemaliges Schloss)                                                                      | Letzte erhaltene Baulichkeiten des Rittergutes, baugeschichtlich, ortsgeschichtlich und ortsbildprägend von Bedeutung. - Verwalterhaus: Gebäude auf Hakengrundriss, hoher Porphyrbruchsteinsockel mit Strebepfeilern und Porphyrgewänden, Eckquaderung, zum Teil verputzt, Reste von Putzgliederung, mehrere Rundbogen (zugesetzt), Obergeschoss Fachwerk, verschiefert, Krüppelwalmdach mit Dachhecht - Reste des ehemaligen Schlosses: Sitznischenportal an der Südseite des ehemaligen Schlosses zur Parkseite: Gewände und Konsolen sowie Reste des Bogens erhalten - Kellergewölbe und Mauerreste: Porphyrbruchsteinmauerwerk, an einer Ecke Sockel eines Strebepfeilers erkennbar, datiert 1688 | 08955304 |
| Direkt Bild zu diesem Denkmal hochladen | Bogenbrücke mit Brüstung | Hauptstraße 13 (vor) (Karte) | 18. Jahrhundert | Porphyrbruchstein, bau- und technikgeschichtlich von Bedeutung | 08955307 |
|                                         | Kilometerstein | S 49 (Karte)                 | Um 1900 | Sandstein, mit Beschriftung, verkehrsgeschichtlich von Bedeutung | 09306557 |
| Direkt Bild zu diesem Denkmal hochladen | Östlich an den Kirchhof angrenzendes Grufthaus                                                                                              | Schulstraße (Karte)          | Um 1911 | Für Heinrich und Emil von Nitzschwitz (gest. 1900 und 1911), Enkel des Christian Heinrich Gottfried von Nitzschwitz, Kreishauptmann des Leipziger Kreises, ortsgeschichtlich von Bedeutung. Grabhaus mit großem, profiliertem Rundbogengiebel, verputzter Porphyrbruchstein, seitlich Portalarchitektur (Grab), zwei Säulen mit Architrav vor zwei Pilastern, vermutlich liegt hier ebenfalls einer v. Nitzschwitz begraben. | 08955305 |
| Weitere Bilder                          | Kirche mit Ausstattung, Kirchhof und Einfriedung sowie Denkmal für die Gefallenen des Ersten Weltkrieges                                    | Schulstraße (Karte)          | Turm 15. Jahrhundert (Kirche); 1. Hälfte 17. Jahrhundert (Taufe); Wetterfahne bezeichnet mit 1754 (Kirche); 18. Jahrhundert (Deckel); 1820 (Orgel) | Saalkirche mit quadratischem Westturm, idyllisch oberhalb des Dorfteiches gelegen, baugeschichtlich und ortsgeschichtlich von Bedeutung. - Kirche: Gerade geschlossene, kleine Saalkirche mit quadratischem Westturm, dort stabwerkgeschmückte Pforte (N) und kleine Vorhangbogenfenster. Turm (15. Jahrhundert) mit abgewalmtem Dach und Dachreiter. Verputzter Bruchsteinbau mit Porphyrgliederung. Im Osten und Süden kleine Anbauten. - Innen: Flache Holzdecke, doppelte Emporen, schöner Altar von Marcus Röhling, 1613, zweigeschossiger Säulenaufbau, im Hauptfeld Kreuzigungsrelief und Abendmahl, beides Alabaster, im Aufsatz hölzernes Auferstehungsrelief. Kanzel, 1636, von Christophorus Hiller, mit neutestamentlichen Reliefs, Sandstein-Taufe 1. Hälfte 17. Jahrhundert, Holzdeckel 18. Jahrhundert. - Kriegerdenkmal für die Gefallenen des Ersten Weltkrieges: Porphyr, hoher Sockel mit Namen, eisernes Kreuz, Einfriedungsmauer verputzter Bruchstein | 08955303 |
|                                         | Südliches Pfarrhaus (Nr. 7) und zwei Seitengebäude (Nr. 9) eines ehemaligen Pfarrhofs sowie Pfarrgarten                                     | Schulstraße 7, 9 (Karte)     | Um 1850 | Pfarrhaus stattlicher Putzbau mit Krüppelwalmdach, Seitengebäude mit Fachwerkobergeschoss, bau- und ortsgeschichtlich von Bedeutung. - Pfarrhaus: zweigeschossig aus Porphyrbruchstein, Gewände und Eckquaderung aus Porphyr mit Kapitell, vorkragende Fensterbänke, im Giebel Thermenfenster, profilierte Türbedachung auf Konsolen, originales Türblatt mit Fächermotiv, Krüppelwalmdach, doppelte Biberschwanzdeckung, zur Gartenseite aufwendigeres Baudekor: flacher Risalit mit Freitreppe, Zahnschnitt-Kranzgesims und Dreiecksgiebel, Gurtgesims - Seitengebäude 1: Obergeschoss Fachwerk - Seitengebäude 2: nahezu baugleich und zusätzlich mit Wohnteil, Gefache massiv rückwärtig mit Backofen, Bruchsteinmauerwerk, Porphyrgewände, Obergeschoss Fachwerk, Krüppelwalmdach | 08955301 |
| Direkt Bild zu diesem Denkmal hochladen | Wohnhaus | Untere Dorfstraße 1 (Karte)  | Bezeichnet mit 1858 | Obergeschoss Fachwerk, baugeschichtlich und ortsbildprägend von Bedeutung. Erdgeschoss profilierte Porphyrgewände, im Giebel Palladiomotiv, eine Seite Fachwerk. Massiver Anbau unter abgeknicktem Satteldach: Streichung 2005, da starke Überformung des Gebäudes im Dachbereich, modernisierter Eingangsbereich. | 08955297 |
| Direkt Bild zu diesem Denkmal hochladen | Wohnstallhaus | Untere Dorfstraße 7 (Karte)  | Um 1850 | Gebäude auf T-förmigem Grundriss mit Fachwerkobergeschoss, wichtiger Bestandteil der Ortsstruktur, baugeschichtlich von Bedeutung. Hoher, verputzter Sockel mit Steingewänden, Obergeschoss Fachwerk (gedämmt und aufgebrettert), Krüppelwalmdach, trotz Sanierung ist die ursprüngliche Substanz nicht verändert worden. | 08955299 |
| Direkt Bild zu diesem Denkmal hochladen | Wohnstallhaus (Köhlergut) | Untere Dorfstraße 8 (Karte)  | Um 1860/1870 | Stattlicher Bau mit Fachwerkobergeschoss, spätes Beispiel der Holzbauweise, baugeschichtlich von Bedeutung. Erdgeschoss profilierte Porphyrgewände, Obergeschoss regelmäßiges Fachwerk, die Giebel massiv, saniert. | 08955300 |

## Doberenz
| Bild                                    | Bezeichnung | Lage                        | Datierung | Beschreibung | ID       |
| --------------------------------------- | --- | --------------------------- | --- | --- | -------- |
| Direkt Bild zu diesem Denkmal hochladen | Östliches Seitengebäude eines Vierseithofes | Dorfstraße 2 (Karte)        | Mittelteil um 1700 (Seitengebäude); Schlussstein bezeichnet mit 1787 (Seitengebäude)                                                           | Obergeschoss Fachwerk, Seltenheitswert, baugeschichtlich von Bedeutung. Im Erdgeschoss Stichbogenportal, ein Schlussstein, älterer Mittelteil mit ehemals offener Oberlaube, seitlich strebenreiches Fachwerk. | 08955333 |
|                                         | Südwestliches Wohnstallhaus (Nr. 4), nordwestliches Seitengebäude mit Tordurchfahrt (Nr. 5), nordöstliches Seitengebäude und südöstliche Scheune eines Vierseithofes | Dorfstraße 4, 5 (Karte)     | Um 1800, Teile älter (Wohnstallhaus); Mitte 19. Jahrhundert (Seitengebäude und Scheune); Schlussstein bezeichnet mit 1857 (Durchfahrtsscheune) | Stattliches Fachwerkensemble mit straßenbildprägender Wirkung, alle Gebäude mit Porphyrgewänden, baugeschichtlich, sozial- und wirtschaftsgeschichtlich von Bedeutung. - Wohnstallhaus: Obergeschoss Fachwerk, noch ein Kopfband und Rest eines Thüringer Leitermotivs, Giebel verkleidet - Durchfahrtsscheune: Obergeschoss Fachwerk, am Torbogen Schlussstein mit pflügenden Bauern, Krüppelwalmdach, doppelte Biberschwanzdeckung - Scheune: verputzter Porphyrbruchstein, Drempel Fachwerk, Giebel mit Zwillingsfenster - Seitengebäude: Erdgeschoss massiv, Obergeschoss mit Drempel, preußisches Fachwerk, Giebel ebenfalls Zwillingsfenster, doppelte Biberschwanzdeckung | 08955332 |
| Direkt Bild zu diesem Denkmal hochladen | Nördliches und östliches Seitengebäude eines Dreiseithofes | Dorfstraße 9 (Karte)        | Mitte 19. Jahrhundert | Beide Gebäude in Fachwerkbauweise, baugeschichtlich und straßenbildprägend von Bedeutung. Beide mit Porphyrgewänden im Erdgeschoss, Obergeschoss Fachwerk, teilweise verändert, Mitteldrehflügelfenster, eines mit Krüppelwalmdach und Schieferdeckung, das straßenständige mit zugesetzter Durchfahrt und massivem Giebel. | 08955329 |
|                                         | Nordwestliches Wohnstallhaus mit rückseitigem Anbau | Dorfstraße 13 (Karte)       | Kern Ende 18. Jahrhundert (Wohnstallhaus); Türstock bezeichnet mit 1865 (Wohnstallhaus)                                                        | Obergeschoss Fachwerk, authentisch erhaltenes Beispiel für die Holzbauweise, baugeschichtlich von Bedeutung. Erdgeschoss Porphyrgewände, gerader, profilierter Türsturz, Obergeschoss kräftiges, regelmäßiges Fachwerk, Giebel Schiefer, Krüppelwalmdach, hofseitig hölzerner Lastenaufzug mit Uhr, im Garten Porphyrsäule (Fragment) mit Frauenbrustbild, Ast mit Schlange. | 08955326 |
|                                         | Denkmal für die Gefallenen des Ersten Weltkrieges | Dorfstraße 25 (vor) (Karte) | Nach 1918 | Porphyrkubus, ortsgeschichtlich von Bedeutung. Kubus mit Aufsatz, an vier Seiten Reliefs: zweimal eisernes Kreuz in Eichenlaub, zweimal Friedenstaube. | 08955328 |
| Direkt Bild zu diesem Denkmal hochladen | Östliches Seitengebäude mit Oberlaube eines Vierseithofes | Dorfstraße 28 (Karte)       | 1. Hälfte 19. Jahrhundert | Obergeschoss Fachwerk verkleidet, Oberlaube besitzt Seltenheitswert, baugeschichtlich von Bedeutung. Erdgeschoss massiv, noch zwei Porphyrgewände, Oberlaube mit Kopfband, Brüstung verbrettert, Krüppelwalmdach straßenseitiger Giebel verbrettert, im Erdgeschoss abgeschrägte Ecke, doppelte Biberschwanzdeckung. | 08955327 |
| Direkt Bild zu diesem Denkmal hochladen | Nördliches Wohnstallhaus eines Zweiseithofes | Dorfstraße 30 (Karte)       | Türsturz bezeichnet mit 1844 | Obergeschoss Fachwerk, baugeschichtlich von Bedeutung. - erstes Wohnstallhaus: Erdgeschoss Porphyrgewände, profilierter Türsturz, vorspringendes Fachwerk-Obergeschoss mit abgerundeten Balkenköpfen, ein Giebel Fachwerk, Krüppelwalmdach, neben dem Eingang Konsole eines Sitznischenportals - zweites Wohnstallhaus: Giebel und Erdgeschoss massiv mit Porphyrgewänden, Bruchsteinsockel, Obergeschoss eine Seite Fachwerk, mit angebautem Scheunenteil; Streichung 2005, da massive Eingriffe innerhalb der originalen Bausubstanz vorgenommen wurden | 08955330 |

## Köttwitzsch
| Bild                                    | Bezeichnung                                                                                              | Lage                         | Datierung | Beschreibung | ID       |
| --------------------------------------- | --- | ---------------------------- | --- | --- | -------- |
|                                         | Östliches Wohnhaus, südliches und westliches Seitengebäude eines ehemaligen Vierseithofes sowie Torbogen | Dorfstraße 10 (Karte)        | Bezeichnet mit 1871 (Wohnstallhaus); bezeichnet mit 1877 (südliches Seitengebäude); bezeichnet mit 1880 (westliches Seitengebäude) | Alle Gebäude verputzter Porphyrbruchstein mit Porphyrgewänden, straßenbildprägende Hofanlage, bau- und wirtschaftsgeschichtlich von Bedeutung. Alle Gebäude verputzter Porphyrbruchstein mit Porphyrgewänden, Zick-Zack-Kranzgesims. - Wohnstallhaus: im Giebel Zwillingsfenster und Tafel: „Mit Gott erbaut, 1871“, profilierter Türsturz - südliches Seitengebäude: Stallscheune, verputzter Porphyrbruchstein, Porphyrgewände, im Erdgeschoss dreijochige Bogenstellung - westliches Seitengebäude: im Giebel Tafel und Palladiomotiv, originale Tür - Scheune (Abbruch vor 2013): verputzt, mit Backsteinableitungsbögen | 08955314 |
| Direkt Bild zu diesem Denkmal hochladen | Wohnstallhaus (Nr. 18) und Seitengebäude (Nr. 18a) eines Dreiseithofes mit Einfriedungsmauer und Tor     | Dorfstraße 18, 18a (Karte)   | Ende 19. Jahrhundert | Beide Gebäude mit Fachwerkobergeschoss, massive Giebel mit Drillingsfenster und Okuli, baugeschichtlich und ortsbildprägend von Bedeutung. - Wohnstallhaus: Erdgeschoss massiv, Porphyrgewände, Obergeschoss Fachwerk, hofseitig Lastenaufzug, Drempel, Giebel massiv mit Drillingsfenster und Okuli - Seitengebäude: Erdgeschoss massiv, Obergeschoss Fachwerk, Drempel, Giebel massiv mit Drillingsfenster und Okuli, Porphyrgewände - Tor: Torsäulen mit Zippus (Eichel) | 08955322 |
| Direkt Bild zu diesem Denkmal hochladen | Westliches Wohnstallhaus und östliches Seitengebäude eines Bauernhofes                                   | Dorfstraße 20 (Karte)        | Um 1800 (Wohnstallhaus); bis 1850 (Seitengebäude)                                                                                  | Beide Gebäude mit Fachwerkobergeschoss, gutes Beispiel für die Holzbauweise, bau- und wirtschaftsgeschichtlich von Bedeutung. - Wohnstallhaus: Erdgeschoss verputztes Bruchsteinmauerwerk, Porphyrgewände, über dem Eingang profilierter, hölzerner Dreiecksgiebel, Obergeschoss Fachwerk, verputzt, Dachüberstand, doppelte Biberschwanzdeckung - Seitengebäude: Stallscheune, Erdgeschoss Porphyrgewände, Kreuzgratgewölbe im Stall, Obergeschoss Fachwerk, Fachwerk-Einfahrt, mehrere Gaupen Beide Gebäude ziemlich baufällig, Krüppelwalmdach.                                                                           | 08955315 |
| Direkt Bild zu diesem Denkmal hochladen | Wohnstallhaus und angebaute Scheune eines Mühlenanwesens                                                 | Dorfstraße 24 (Karte)        | 1. Hälfte 19. Jahrhundert | Wohnstallhaus Obergeschoss Fachwerk, angebaute Scheune Fachwerk, singulär im Ort, bau- und ortsgeschichtlich von Bedeutung. - Wohnstallhaus: stark verformter Baukörper, Erdgeschoss und Giebel massiv, Obergeschoss Fachwerk - Scheune: Giebel aus Lehmziegeln, sonst Fachwerk mit Toreinfahrt, profilierte Rundbogentür (Porphyr) Ehemals Wassermühle. | 08955317 |
| Direkt Bild zu diesem Denkmal hochladen | Denkmal für die Gefallenen des Ersten Weltkrieges                                                        | Dorfstraße 25a (bei) (Karte) | Nach 1918 | Ortsgeschichtlich von Bedeutung. Porphyrpfeiler mit Namen der Gefallenen, darauf Adler, in kleiner Anlage mit Porphyrbruchsteinen. | 08955319 |
| Direkt Bild zu diesem Denkmal hochladen | Wohnstallhaus und Scheune eines Hakenhofes                                                               | Dorfstraße 26 (Karte)        | Um 1800 | Bau- und sozialgeschichtlich von Bedeutung sowie heimatgeschichtlicher Wert. - Wohnstallhaus: Erdgeschoss massiv, Obergeschoss Fachwerk (aufgebrettert), im Giebel dekorative V-Streben, sehr kleine Fenstergrößen, massiver Anbau - Scheune: zum Teil massiv ausgesetzt, überwiegend Fachwerk, Giebel Schiefer | 08955318 |
| Direkt Bild zu diesem Denkmal hochladen | Wohnhaus                                                                                                 | Dorfstraße 27 (Karte)        | 1. Hälfte 19. Jahrhundert | Obergeschoss Fachwerk verkleidet, baugeschichtlich von Bedeutung und heimatgeschichtlicher Wert. Erdgeschoss profilierte Porphyrgewände, Obergeschoss zwei Seiten Fachwerk, Giebel massiv. | 08955320 |
| Direkt Bild zu diesem Denkmal hochladen | Wohnhaus                                                                                                 | Dorfstraße 30 (Karte)        | Um 1700 | Obergeschoss Fachwerk verschiefert, zum Teil noch Fachwerk im Erdgeschoss, baugeschichtlich, hausgeschichtlich und straßenbildprägend von Bedeutung, Seltenheitswert. Hinterer Teil Fachwerk-Erdgeschoss mit kräftigen Ständern, vorderer massiv mit Porphyrgewänden, Obergeschoss Fachwerk, vorderer Teil älter, mit Kopfband, hinterer Teil jünger, Giebel silbrig verschiefert, Krüppelwalmdach, Fachwerk zum Teil mit Lehmziegeln ausgesetzt, originale Tür, vermutlich ehemalige Mühle (?). | 08955323 |
| Direkt Bild zu diesem Denkmal hochladen | Wegestein                                                                                                | Dorfstraße 30 (bei) (Karte)  | Um 1930 | Porphyrwegestein mit Angabe der Himmelsrichtungen und der nächsten Ortschaften, verkehrsgeschichtlich von Bedeutung | 08955321 |

## Leupahn
| Bild                                    | Bezeichnung | Lage                          | Datierung | Beschreibung | ID       |
| --------------------------------------- | --- | ----------------------------- | --- | --- | -------- |
|                                         | Nördliches Wohnstallhaus, östliches Wohnhaus, südliches Seitengebäude und westliche Scheune eines Vierseithofes | Colditzer Straße 7, 9 (Karte) | 1824 (Wohnstallhaus); bezeichnet mit 1842 (Bauernhaus); Mitte 19. Jahrhundert (Seitengebäude); 2. Hälfte 19. Jahrhundert (Scheune) | Stattliche Hofanlage, alle Gebäude in Fachwerkbauweise, in der Substanz nicht verändert, wichtiger Bestandteil der Ortsstruktur, bau-, sozial- und wirtschaftsgeschichtlich von Bedeutung. - Wohnstallhaus: Erdgeschoss noch einige Porphyrgewände, Obergeschoss Fachwerk, dekorativer Fachwerk-Giebel, hofseitig Lastenaufzug - Wohnhaus: Erdgeschoss Porphyrgewände, Obergeschoss seitlich Fachwerk, Giebel massiv mit spitzbogigem Palladiomotiv, Krüppelwalmdach - Stallscheune: Porphyrgewände, Obergeschoss Fachwerk, Mitteldrehflügelfenster - Scheune: Fachwerk, Drempel, dieser außenseitig verschiefert | 08955359 |
| Direkt Bild zu diesem Denkmal hochladen | Nordöstliches Wohnstallhaus eines Dreiseithofes                                                                 | Dorfplatz 7 (Karte)           | 2. Hälfte 17. Jahrhundert | Obergeschoss Fachwerk, sehr alte, seltene Konstruktion, baugeschichtlich, hausgeschichtlich und ortsbildprägend von Bedeutung. Erdgeschoss massiv, Porphyrgewände, Obergeschoss Fachwerk, hinterer Teil ältere Konstruktion (Thüringer Leitermotiv, Kopfband), Lastenaufzug, am Giebel vorstehende Balkenköpfe, Giebeldreieck Schiefer. | 08955367 |
| Direkt Bild zu diesem Denkmal hochladen | Nördliches Seitengebäude eines Vierseithofes                                                                    | Dorfplatz 10 (Karte)          | 1. Hälfte 19. Jahrhundert | Baugeschichtlich von Bedeutung, heimatgeschichtlicher Wert. Erdgeschoss massiv, Obergeschoss recht kräftiges Fachwerk, rechte Seite in neuerer Zeit angebaut, großes Tor. | 08955366 |
| Direkt Bild zu diesem Denkmal hochladen | Wohnstallhaus und Scheune eines Bauernhofes                                                                     | Hauptstraße 7 (Karte)         | 1672 Dendro (Scheune); Ende 18. Jahrhundert (Wohnstallhaus)                                                                        | Zeit- und landschaftstypische Fachwerkbauten aus dem späten 17. bzw. 18. Jahrhundert in gutem Originalzustand, baugeschichtlich von Bedeutung. - Wohnstallhaus: Erdgeschoss massiv, Obergeschoss kräftiges Fachwerk, Dachüberstand, ein Porphyrstichbogenportal, ein Giebel verändert, der andere dekoratives Fachwerk, teilsaniert - Scheune: eingeschossiger Fachwerkbau mit sich kreuzenden Streben, Streben aufgeblattet mit Hakenblatt, zugewandte Seite im mittleren Bereich vorspringend mit großem Holztor, Dach darüber mit Sparren, welche an den Deckenbalken durch Aufblattung befestigt sind, vermutlich vor 1700 erbaut, sehr seltene und sehr alte Scheune von besonderer baugeschichtlicher Bedeutung - Seitengebäude: Erdgeschoss teilweise massiv untersetzt, teilweise noch Fachwerk, Obergeschoss Fachwerk mit offener Oberlaube, Kopfbänder, Dachüberstand, Abbruch 2005, Seltenheitswert, weil heute nur noch selten anzutreffende Konstruktionsart, nach Abbruch Umsetzung nach Schwarzbach, heute Einzeldenkmal im Freilichtmuseum Schwarzbach, siehe Objekt 09300368 | 08955362 |
| Direkt Bild zu diesem Denkmal hochladen | Nördliches Wohnstallhaus, westliches Seitengebäude und Torpfeiler mit Kugelbekrönung eines Dreiseithofes        | Hauptstraße 8 (Karte)         | Bezeichnet mit 1824 (Wohnstallhaus); Mitte 19. Jahrhundert (Seitengebäude)                                                         | Beide Gebäude in Fachwerkbauweise, Bestandteil der alten Ortsbebauung, bau- und wirtschaftsgeschichtlich von Bedeutung. - Wohnstallhaus: Porphyrgewände, Stichbogenportal mit Schlussstein, Obergeschoss Fachwerk, hofseitig verputzt, Giebel massiv, verändert - Seitengebäude (Stallscheune): Erdgeschoss Porphyrgewände, Obergeschoss Fachwerk mit zahlreichen Streben, alle Mitteldrehflügelfenster erhalten - quadratische Torpfeiler: mit profilierter Kugelbekrönung auf Sockel | 08955364 |
| Direkt Bild zu diesem Denkmal hochladen | Wohnstallhaus eines Dreiseithofes                                                                               | Neugasse 8 (Karte)            | Um 1800 | Obergeschoss Fachwerk, gutes Beispiel der Holzbauweise, baugeschichtlich von Bedeutung. Erdgeschoss gekehlte Porphyrgewände, Dachüberstand, Giebel verkleidet, massiver Anbau, mit Frackdach an der hofabgewandten Seite. | 08955365 |

## Leutenhain
| Bild                                    | Bezeichnung | Lage                         | Datierung | Beschreibung | ID       |
| --------------------------------------- | --- | ---------------------------- | --- | --- | -------- |
| Direkt Bild zu diesem Denkmal hochladen | Nordöstliches Wohnstallhaus, südliches und nördliches Seitengebäude sowie westliche Scheune eines Vierseithofes, dazu Hofpflaster | Dorfstraße 2 (Karte)         | Tafel bezeichnet mit 1859 (Wohnstallhaus); um 1859 (Seitengebäude und Scheune)                                                       | Intakte Hofstruktur, seltene Gewölbeform im Wohnhaus, bau- und wirtschaftsgeschichtlich von Bedeutung. - Wohnstallhaus: zweigeschossig, Porphyrgewände, im Flur Sterngratgewölbe, hofseitig Lastenaufzug mit preußischem Fachwerk und Ziergiebel, Giebel mit Drillingsfenster, Krüppelwalmdach, Tafel über dem Eingang - Scheune: preußisches Fachwerk, mit Drempel, Satteldach - Stallscheunen: verputzt, Erdgeschoss teilweise verändert, im Obergeschoss Porphyrgewände, beide Gebäude mit Krüppelwalmdach | 08955583 |
| Direkt Bild zu diesem Denkmal hochladen | Westliches Wohnstallhaus, nördliches und südliches Seitengebäude sowie Scheune eines Vierseithofes                                | Dorfstraße 13 (Karte)        | Bezeichnet mit 1729 (Wohnstallhaus); Mitte bis Ende 19. Jahrhundert (Auszugshaus und Scheune); Mitte 19. Jahrhundert (Seitengebäude) | Alle Gebäude in Fachwerkbauweise, wichtiger Bestandteil der Ortsstruktur, bau- und wirtschaftsgeschichtlich von Bedeutung. - Wohnstallhaus: Erdgeschoss und zum Teil im Obergeschoss Porphyrgewände, profilierte Türbedachung, ein Stein aus Türsturz mit Herz und Jahreszahl, darunter Konsole (eines Sitznischenportals?), Winterfenster, Obergeschoss eine Seite Fachwerk, Giebel sehr dekorativ - Stall: Kappengewölbe auf Porphyrsäulen, Krüppelwalmdach - Seitengebäude: Erdgeschoss Porphyrgewände, originale Tür, Obergeschoss Fachwerk, Giebel massiv, Porphyrstein mit Reiter - Stallscheune: Erdgeschoss massiv, Obergeschoss Fachwerk, Giebel massiv, Biberschwanzdeckung - östliche Scheune: die Seiten Fachwerk, Giebel massiv, Biberschwanzdeckung, Gebäude sehr ruinös | 08955368 |
| Direkt Bild zu diesem Denkmal hochladen | Wohnstallhaus eines Bauernhofes                                                                                                   | Dorfstraße 17 (Karte)        | Ehemaliger Schlussstein bezeichnet mit 1810                                                                                          | Regionaltypischer Fachwerkbau, baugeschichtlich und straßenbildprägend von Bedeutung. - Wohnstallhaus: Porphyrgewände, Obergeschoss Fachwerk, Dachüberstand, Giebel durch quadratische Fenster verändert, Krüppelwalmdach, unsaniert - Seitengebäude (Streichung 2015, Teilabbruch): Erdgeschoss verputztes Bruchsteinmauerwerk, Porphyrgewände, Stichbogenportale mit Schlussstein, Torbogen, Obergeschoss Fachwerk, zum Teil massiv ausgesetzt, Krüppelwalmdach, Biberschwanzdeckung | 08955370 |
| Direkt Bild zu diesem Denkmal hochladen | Häuslerhaus | Dorfstraße 20 (Karte)        | 1. Hälfte 19. Jahrhundert | Obergeschoss Fachwerk verputzt, baugeschichtlich von Bedeutung, wissenschaftlich-dokumentarischer Wert. Erdgeschoss massiv, Porphyrgewände, kleiner Eingangsvorbau, Obergeschoss Fachwerk, verputzt, ein Giebel verkleidet, sehr baufällig. | 08955371 |
| Direkt Bild zu diesem Denkmal hochladen | Wohnhaus | Nauenhainer Straße 5 (Karte) | 1724 | Obergeschoss Fachwerk, alte Konstruktionsart mit bildprägendem Giebel, bau- und hausgeschichtlich von Bedeutung. Erdgeschoss Porphyrgewände, Obergeschoss Fachwerk mit Thüringer Leitermotiv, Kopfband, Fachwerk-Anbau, im Giebel profilierte Schwelle und leicht gebogene Streben. | 08955369 |
| Direkt Bild zu diesem Denkmal hochladen | Südliches Wohnstallhaus eines Vierseithofes                                                                                       | Obere Dorfstraße 6 (Karte)   | Kern um 1800 | Obergeschoss Fachwerk verputzt, gutes Beispiel der Holzbauweise, baugeschichtlich von Bedeutung. Erdgeschoss Porphyrgewände, profilierter Türstock, ziemlich kleine Fenster erhalten, Dachüberstand. | 08955373 |

## Schwarzbach
| Bild                                    | Bezeichnung | Lage                                  | Datierung | Beschreibung | ID       |
| --------------------------------------- | --- | ------------------------------------- | --- | --- | -------- |
| Direkt Bild zu diesem Denkmal hochladen | Nebengebäude | Hauptstraße (Karte)                   | 2. Hälfte 19. Jahrhundert | Ehemaliges Wirtschaftsgebäude der alten Schule, kleines, massives Gebäude an der Friedhofsmauer mit Krüppelwalmdach, baugeschichtlich von Bedeutung. Großes Tor, drei Eingänge mit Porphyrgewänden, Krüppelwalmdach mit Gaupen, teilsaniert, Museum heute ausgelagert. | 08955581 |
| Direkt Bild zu diesem Denkmal hochladen | Westliches Wohnstallhaus, nördliches und südliches Seitengebäude sowie östliche Scheune eines Vierseithofes | Hauptstraße 2 (Karte)                 | Stein bezeichnet mit 1720 (Wohnstallhaus); Türstock bezeichnet mit 1805 (Wohnstallhaus); um 1850 (Stallscheune); 19. Jahrhundert (Scheune); 2. Hälfte 19. Jahrhundert (Scheune) | Alle Gebäude in Fachwerkbauweise, bildprägend am Ortseingang, baugeschichtlich, sozial- und wirtschaftsgeschichtlich von Bedeutung. - Wohnstallhaus: Erdgeschoss Porphyrgewände, Obergeschoss Fachwerk - Seitengebäude (Stallscheune): Obergeschoss Fachwerk, ehemalige Einfahrt zugesetzt, Krüppelwalmdach - Scheune: Fachwerk, teilweise verkleidet, Krüppelwalmdach - straßenseitiges Seitengebäude: unten teilweise massiv, Obergeschoss Fachwerk, Dachüberstand | 08955351 |
|                                         | Westliches Wohnstallhaus eines ehemaligen Vierseithofes | Hauptstraße 5 (Karte)                 | Bezeichnet mit 1705 | Obergeschoss hofseitig Fachwerk, baugeschichtlich von Bedeutung. Erdgeschoss, Giebel und Außenseite massiv, profilierter Türstock (Porphyr), Obergeschoss Hofseite strebenreiches, kräftiges Fachwerk, Dachüberstand, Krüppelwalmdach, bezeichnet mit „1795 AW“. | 08955350 |
| Direkt Bild zu diesem Denkmal hochladen | Nördliches Wohnhaus und südliche Scheune eines Bauernhofes | Hauptstraße 11 (Karte)                | 1690 Dendro (Scheune); bezeichnet mit 1781 (Schlussstein) | Wohnhaus Obergeschoss Fachwerk, Scheune baugeschichtlich von Bedeutung. - Wohnhaus: Erdgeschoss massiv, Porphyr-Stichbogenportal mit Schlussstein, Obergeschoss Fachwerk, Giebel verkleidet - südliche Scheune: laut dendrochronologischer Untersuchung vom 24. April 2014 von 1690 | 08955349 |
| Direkt Bild zu diesem Denkmal hochladen | Wohnhaus eines Gehöfts | Hauptstraße 21 (Karte)                | Um 1800 | Obergeschoss Fachwerk, baugeschichtlich und straßenbildprägend von Bedeutung. Erdgeschoss massiv, Obergeschoss zwei Seiten Fachwerk, Giebel massiv. | 08955341 |
| Direkt Bild zu diesem Denkmal hochladen | Nördliches Seitengebäude und östliche Scheune eines Vierseithofes | Hauptstraße 24 (Karte)                | Mitte 19. Jahrhundert (Stallscheune); Ende 19. Jahrhundert (Scheune) | Gut erhaltenes Beispiel der Holzbauweise, bau- und wirtschaftsgeschichtlich von Bedeutung. - Scheune: größtenteils Fachwerk, Drempel, Giebel teils verkleidet - Stallscheune: Erdgeschoss Porphyrgewände, Obergeschoss und Giebel Fachwerk | 08955342 |
| Direkt Bild zu diesem Denkmal hochladen | Wohnstallhaus | Hauptstraße 26 (Karte)                | 18. Jahrhundert | Obergeschoss Fachwerk, aus zwei verschiedenen Bauphasen, baugeschichtlich, hausgeschichtlich und ortsbildprägend von Bedeutung sowie wissenschaftlich-dokumentarischer Wert. Erdgeschoss massiv, Obergeschoss Fachwerk: älterer Teil mit aufgeblatteten Kopfstreben und Thüringer Leitermotiv, jüngerer Teil mit kräftigen Stielen, Giebeldreieck verbrettert. | 08955378 |
| Direkt Bild zu diesem Denkmal hochladen | Südliches Wohnhaus, westliches Wohnstallhaus, nördliches Seitengebäude und östliche Scheune eines Vierseithofes | Hauptstraße 50 (Karte)                | Tafel bezeichnet mit 1826 (Scheune); Tafel bezeichnet mit 1863 (Stallscheune); 2. Hälfte 19. Jahrhundert (Wohnstallhaus und Bauernhaus)                                         | Wohnhaus und Wohnstallhaus Obergeschoss Fachwerk, baugeschichtlich, sozialgeschichtlich und wirtschaftsgeschichtlich von Bedeutung, entscheidend ortsbildprägend. - Wohnstallhaus: Erdgeschoss profilierte Porphyrgewände, gerader Türsturz, Stichbogenportal mit Schlussstein, Obergeschoss und Giebel Fachwerk (Giebel dekoratives Fachwerk), hofseitig Lastenaufzug, Dach Schiefer, - Wohnhaus: Erdgeschoss Porphyrgewände, Obergeschoss Fachwerk, Giebel dekorativ, massiver Anbau, dem Wohnstallhaus ähnlich, im Fachwerk ein Giebel Schiefer - Scheune: massiv, mit Drempel, Porphyrgewände - Stallscheune: massiv, zweijochige Kumthalle auf Porphyrpfeiler, Porphyrgewände | 08955343 |
| Weitere Bilder                          | Dorfkirche und Kirchhof Schwarzbach (Sachgesamtheit) | Hauptstraße 55 (bei) (Karte)          | 1883, zum Teil älter | Sachgesamtheit Dorfkirche und Kirchhof Schwarzbach, mit folgenden Einzeldenkmalen: Kirche, Kriegerdenkmal für die Gefallenen des ersten Weltkrieges, vier Grabsteine und Kirchhofseinfriedung (08955344) sowie Kirchhof (Sachgesamtheitsteil); bau-, orts- und kirchengeschichtlich von Bedeutung | 09300139 |
| Weitere Bilder                          | Kirche mit Ausstattung, Denkmal für die Gefallenen des Ersten Weltkrieges, vier Grabmale und Kirchhofseinfriedung (Einzeldenkmale der Sachgesamtheit 09300139) | Hauptstraße 55 (bei) (Karte)          | Um 1408 (Kirchturm); um 1500 (Anna Selbdritt); 1883 (Kirche und Orgel); 19. Jahrhundert (Kirchenausstattung)                                                                    | Einzeldenkmale der Sachgesamtheit Dorfkirche und Kirchhof Schwarzbach; im Kern romanische Saalkirche, um 1883 neugotische Umgestaltung, Zyklopenmauerwerk mit aufwendiger Porphyrgliederung, bau-, orts- und kirchengeschichtlich von Bedeutung. - Kirche: Neugotischer Bau aus Zyklopenmauerwerk mit aufwendiger Porphyrgliederung, Thermenfenstern, quadratischer Turm aus Feldsteinen (gotisch) mit spitzem Helm. Mehrfach abgestufter Baukörper mit aufgelockerter Dachlandschaft, über dem West-Portal Christus, im Norden Johannes der Täufer, von Baldachin bekrönt. Kreuzförmiger Grundriss, eingezogener Chor, offener Dachstuhl, Chorbogen, im Chorvorjoch Tonnengewölbe mit Sternenhimmel, darin Christus in der Mandorla, seitlich je sechs Apostel, Chor kreuzrippengewölbt und dreiseitig geschlossen, Buntglasfenster, Emporen an drei Seiten auf Porphyrsäulen zwischen flachbogigen Arkaden, bis zum Chorbogen vorgezogen, einheitliche Ausstattung aus der Erbauungszeit mit Porphyr und dunklem Holz, mit zum Teil aufwendigen Schnitzarbeiten, feine Architekturmalerei mit Jugendstilelementen, in floralem Dekor. Heilige Anna Selbdritt im nördlichen Anbau, um 1500, hölzerner, neugotischer Altar mit großem Kruzifix, seitlich Fialen mit Kreuzblumen, Porphyrmensa, Orgel von Schmeisser, Rochlitz. Innengerüst unter Spitzhelm/Chorturm laut Dendro 1405 (1408+/−). - Kriegerdenkmal: Porphyrkubus auf abgestuftem Sockel, mit Reliefs (betender Soldat, Eichenkranz, Fackel), Zahnschnittgesims, oben eisernes Kreuz, für die Gefallenen des Ersten Weltkrieges, vier Porphygrabsteine (1862, 1922) | 08955344 |
|                                         | Östliches Pfarrhaus, westliches Kantorenhaus, nördliche Durchfahrtsscheune und südliche Scheune des Pfarrhofes | Hauptstraße 55, 56 (Karte)            | Schlussstein bezeichnet mit 1741 (Pfarrhaus); um 1741 (Durchfahrtsscheune); 2. Hälfte 18. Jahrhundert (Kantorat)                                                                | Ensemble von bestechend einheitlicher Gestaltung, baugeschichtlich, ortsgeschichtlich und ortsbildprägend von Bedeutung. - Pfarrhaus: massiv, Porphyrgewände, Walmdach mit sechs Fledermausgaupen, kleiner Fachwerkanbau, an allen Gebäuden doppelte Biberschwanzdeckung - Kantorenhaus: Erdgeschoss massiv mit einigen Porphyrgewänden, Obergeschoss Fachwerk, Walmdach mit Fledermausgaupen - Scheune: gut proportionierter Baukörper mit drei Rundbogentoren, massiv, Walmdach - Durchfahrtsscheune: massiv, großes, flachbogiges Tor, Walmdach | 08955345 |
| Direkt Bild zu diesem Denkmal hochladen | Wohnstallhaus und westliche Scheune eines ehemaligen Vierseithofes | Hauptstraße 57 (Karte)                | 1. Hälfte 19. Jahrhundert (Wohnstallhaus); 2. Hälfte 19. Jahrhundert (Scheune)                                                                                                  | Beide Gebäude in Fachwerkbauweise, bau- und wirtschaftsgeschichtlich von Bedeutung, wichtiger Bestandteil der Ortsstruktur. - Wohnstallhaus: Erdgeschoss massiv, Obergeschoss und Giebel Fachwerk, massiver Anbau, saniert - westliche Scheune: drei Seiten Fachwerk, Gefache teilweise massiv ausgesetzt, Drempel, Lastenaufzug - südliches Seitengebäude (Stallscheune, Abbruch vor 2013): Erdgeschoss Bruchsteinmauerwerk mit Porphyrgewänden, Obergeschoss Fachwerk, die Giebel massiv | 08955346 |
| Direkt Bild zu diesem Denkmal hochladen | Wohnstallhaus mit angebauter Scheune auf Hakengrundriss | Hauptstraße 58 (Karte)                | Bezeichnet mit 1754 | Gutes Beispiel alter Fachwerkkonstruktion, bau- und sozialgeschichtlich von Bedeutung. Erdgeschoss massiv mit Porphyrgewänden, Stichbogenportal mit Schlussstein, Obergeschoss und Giebel Fachwerk, profilierte Fensterbänke, kleine Scheune ganz Fachwerk, über dem Stallteil Dachüberstand. | 08955347 |
| Direkt Bild zu diesem Denkmal hochladen | Nördliches Wohnstallhaus und westliches Seitengebäude eines Vierseithofes | Querstraße 3 (Karte)                  | 1. Hälfte 19. Jahrhundert | Beide Gebäude in Fachwerkbauweise, bau- und wirtschaftsgeschichtlich von Bedeutung, heimatgeschichtlicher Wert. - Wohnstallhaus: Erdgeschoss massiv, Porphyrgewände, Stichbogenportal, Obergeschoss Fachwerk, Dachüberstand, Giebel massiv - Seitengebäude (Stallscheune): Erdgeschoss verändert, Obergeschoss Fachwerk, Durchfahrt zugesetzt, Giebel verkleidet | 08955352 |
| Weitere Bilder                          | Wohnstallhaus (ehemals Ortsteil Doberenz, Dorfstraße 25), Seitengebäude mit Oberlaube (ehemals Ortsteil Leupahn, Hauptstraße 7), Schmiede (ehemals Ortsteil Königsfeld, Hauptstraße 11, jetzt Hauptstraße 15), kleiner Stall (ehemals Gemeinde Königshain-Wiederau, Ortsteil Königshain, Dorfstraße 209) und Wohnstallhaus mit Umgebinde (ehemals Gemeinde Rochlitz, Gemarkung Poppitz, Mühlenstraße 7) sowie ein Langständerbau aus Altgeringswalde (ehemals Untere Dorfstraße 67, noch eingelagert) als Bestandteile des Freilichtmuseums Schwarzbach | Wiesenweg 1a (Hauptstraße 15) (Karte) | 1568 Dendro (Wohnstallhaus); 1668 Dendro (Seitengebäude); 1689 Dendro (Schmiede); um 1700 (Seitengebäude); 1715 Dendro (Wohnstallhaus)                                          | Translozierte ländliche Gebäude als bedeutende regionale Architekturzeugnisse | 09300368 |

## Seupahn
| Bild           | Bezeichnung                                             | Lage                    | Datierung                                                                | Beschreibung | ID       |
| -------------- | ------------------------------------------------------- | ----------------------- | ------------------------------------------------------------------------ | --- | -------- |
| Weitere Bilder | Stumpf eines Mord- und Sühnekreuzes und Gemarkungsstein | (Flurstück 170) (Karte) | 16./17. Jahrhundert (Mord- und Sühnekreuz); 19. Jahrhundert (Grenzstein) | Mord- und Sühnekreuz aus Porphyr mit eingeritztem Schwert, Gemarkungsstein aus Porphyr mit gekreuzten Schwertern, ortsgeschichtlich von Bedeutung. | 08955376 |

## Stollsdorf
| Bild                                    | Bezeichnung                                                  | Lage                         | Datierung                                                                                           | Beschreibung | ID       |
| --------------------------------------- | ------------------------------------------------------------ | ---------------------------- | --------------------------------------------------------------------------------------------------- | --- | -------- |
| Direkt Bild zu diesem Denkmal hochladen | Hauszeichen (Schlussstein) eines ehemaligen Gasthofes        | Hauptstraße 2 (Karte)        | 19. Jahrhundert                                                                                     | Am ehemaligen Gasthof angebrachtes Hauszeichen aus Porphyrtuff, Relief eines Maßkruges in einer Kartusche, vermutlich ehemaliger Schlussstein, ortsgeschichtlich von Bedeutung | 08955312 |
| Weitere Bilder                          | Wohnstallhaus, Seitengebäude und Scheune eines Dreiseithofes | Hauptstraße 3 (Karte)        | Türsturz bezeichnet mit 1896 (Wohnstallhaus); 2. Hälfte 19. Jahrhundert (Seitengebäude und Scheune) | Wohnstallhaus und Seitengebäude massiv, Scheune in Fachwerkbauweise, stattliche Hofanlage, baugeschichtlich, wirtschaftsgeschichtlich und ortsbildprägend von Bedeutung. - Wohnstallhaus: massiv, Putzgliederung, Eckquaderung, Gurtgesims, Gliederung mit Porphyrgewänden, profilierter Türsturz: 18 Ernst Dathe 96, Porphyrsockel, Dreiecksgiebel: drei Sternfenster, Fensterrahmungen mit Konsolsteinen, Doppelfenster mit Mittelpfeiler, Biberschwanzdeckung - Stallscheune: massiv, Porphyrgewände, originale Tür - Scheune: zwei Seiten Fachwerk, mit Drempel, Giebel massiv | 08955309 |
| Weitere Bilder                          | Wegestein                                                    | Hauptstraße 3 (bei) (Karte)  | Um 1930                                                                                             | Porphyr, mit Inschriften, verkehrsgeschichtlich von Bedeutung. Inschriften: Noßwitz 1,4 km, Rochlitz 5,0 km, Geithain 5,3 km, Wittgendorf 2,0 km, Köttwitzsch 0,9 km, Königsfeld 2,4 km. | 08955310 |
| Direkt Bild zu diesem Denkmal hochladen | Wohnstallhaus                                                | Hauptstraße 4 (Karte)        | 2. Hälfte 18. Jahrhundert                                                                           | Obergeschoss Fachwerk, baugeschichtlich und ortsbildprägend von Bedeutung. Fachwerk-Konstruktion mit zahlreichen Streben, Dachüberstand, Krüppelwalmdach, Giebel Schiefer, dort liegende Fenster, saniert. | 08955311 |
|                                         | Denkmal für die Gefallenen des Ersten Weltkrieges            | Hauptstraße 11 (bei) (Karte) | Nach 1918                                                                                           | Ortsgeschichtlich von Bedeutung. Großer, grob behauener Porphyrblock, überlebensgroß, mit Metalltafel, Porphyradler als Bekrönung. | 08955308 |
| Direkt Bild zu diesem Denkmal hochladen | Ehemaliges Armenhaus                                         | Hauptstraße 27 (Karte)       | Bezeichnet mit 1872                                                                                 | Heute Wohnhaus, sozialgeschichtlich von Bedeutung. Massives, eingeschossiges Wohnhaus mit Porphyrgewänden, Satteldach schlicht. | 08955579 |
| Direkt Bild zu diesem Denkmal hochladen | Wohnstallhaus einer ehemaligen Mühle                         | Hauptstraße 30 (Karte)       | Bezeichnet mit 1804                                                                                 | Obergeschoss Fachwerk, ortshistorische und straßenbildprägende Bedeutung. Erdgeschoss Porphyrbruchstein mit Porphyrgewänden, über der Tür Mühlenwappen-Schlussstein, zwei Stichbogenportale, Giebel massiv, drei Schleppgaupen. | 08955313 |

## Weiditz
| Bild                                    | Bezeichnung | Lage                    | Datierung | Beschreibung | ID       |
| --------------------------------------- | --- | ----------------------- | --- | --- | -------- |
| Direkt Bild zu diesem Denkmal hochladen | Denkmalschutzgebiet Ortslage Weiditz (Vorschlag)                                                                        | (Weiditz) (Karte)       | 19. Jahrhundert | Denkmalschutzgebiet Ortslage Weiditz (Vorschlag) | 09247637 |
| Direkt Bild zu diesem Denkmal hochladen | Wohnstallhaus (ehemalige Stellmacherei)                                                                                 | Dorfstraße 3 (Karte)    | Um 1800 | Obergeschoss Fachwerk, baugeschichtlich und straßenbildprägend von Bedeutung. Erdgeschoss massiv, Obergeschoss und Giebel Fachwerk, in der Giebelschwelle Reste von Kopfbändern und ein Ständer erhalten. | 08955354 |
| Direkt Bild zu diesem Denkmal hochladen | Westliches Wohnstallhaus (Nr. 4), östliches Wohnstallhaus (Nr. 5) und südliche Scheune eines Vierseithofes              | Dorfstraße 4, 5 (Karte) | 1. Hälfte 19. Jahrhundert (Wohnstallhaus); 1. und 2. Hälfte 19. Jahrhundert (Wohnstallhaus); 2. Hälfte 19. Jahrhundert (Scheune)                                | Alle Gebäude in bildprägender Fachwerkbauweise, bau-, sozial- und wirtschaftsgeschichtlich von Bedeutung. - Älteres Wohnstallhaus: Erdgeschoss massiv, Obergeschoss Fachwerk, Giebel verkleidet, Dachüberstand, Wohnstallhaus: Erdgeschoss Porphyrgewände, Obergeschoss Fachwerk, hinterer Teil mit schrägen Streben, Krüppelwalmdach - Scheune: ganz Fachwerk, Drempel, zwei Dachhechte, Krüppelwalmdach | 08955356 |
| Direkt Bild zu diesem Denkmal hochladen | Westliches Wohnstallhaus, südliche Durchfahrtsscheune und nördliches Seitengebäude eines Vierseithofes                  | Dorfstraße 7 (Karte)    | Mitte 19. Jahrhundert (Wohnstallhaus und Durchfahrtsscheune); 2. Hälfte 19. Jahrhundert (Seitengebäude)                                                         | Wohnstallhaus und Durchfahrtsscheune in Fachwerkbauweise, Seitengebäude massiv, wichtiger Bestandteil der Ortsstruktur, baugeschichtlich, wirtschaftsgeschichtlich und ortsbildprägend von Bedeutung. - Wohnstallhaus: Erdgeschoss Porphyrgewände, profilierter Türsturz, Stichbogenportal mit Schlussstein, Obergeschoss Fachwerk, Giebel verkleidet, hinterer Teil massives Obergeschoss - Durchfahrtsscheune: Erdgeschoss massiv, Obergeschoss Fachwerk, mit hoher Durchfahrt, Außenseite verputzt - Seitengebäude: Erdgeschoss massiv, Porphyrgewände, Obergeschoss zum Teil Fachwerk, verputzt | 08955357 |
| Direkt Bild zu diesem Denkmal hochladen | Ausgedinge (Nr. 9), nordöstliches Seitengebäude (Pferdestall, Nr. 8) und zwei Torpfeiler eines ehemaligen Vierseithofes | Dorfstraße 8, 9 (Karte) | 1818 (Auszugshaus); 1818, oder älter (Seitengebäude) | Ausgedinge Obergeschoss Fachwerk, stattliches Seitengebäude mit Fachwerkobergeschoss, Seltenheitswert, baugeschichtlich, sozialgeschichtlich und ortsbildprägend von Bedeutung. - Ausgedinge: Erdgeschoss massiv, Obergeschoss Fachwerk, Giebel verkleidet, Krüppelwalmdach, - Seitengebäude: singulärer Bau mit pagodenartigem Mansarddach, Holztor flankiert von Holzpilastern, darüber Dreiecksgiebel mit Säulenreihe zwischen Lüftungsklappen, Zahnschnitt, Erdgeschoss Porphyrgewände, Stichbogenportale, Obergeschoss Fachwerk, profiliertes Kranzgesims - Scheune (Abbruch 2002): überwiegend Fachwerk mit Drempel, hölzerner Bogenfries, geschnitzte Knaggen | 08955355 |
| Direkt Bild zu diesem Denkmal hochladen | Östliches Wohnstallhaus, nördliches und südliches Seitengebäude sowie westliche Scheune eines Vierseithofes             | Dorfstraße 10 (Karte)   | Bezeichnet mit 1816 (Stallscheune); Sturz innen bezeichnet mit 1818 (Wohnstallhaus); Anfang 19. Jahrhundert (Stallscheune); 2. Hälfte 19. Jahrhundert (Scheune) | Alle Gebäude in Fachwerkbauweise, einziger Vierseithof im Ort in weitgehendem Originalzustand, bau-, sozial- und wirtschaftsgeschichtlich von Bedeutung, ortsbildprägende Wirkung. - Wohnstallhaus: Erdgeschoss Porphyrgewände, profilierte Türgewände, drei Tafeln, Obergeschoss Fachwerk, Giebel Schiefer, massiver Anbau, bezeichnet mit „1940 A.Sch.“, Krüppelwalmdach, zwei Dachhechte, im Giebel Palladiomotiv und drei Halbkreisfenster - Scheune: Fachwerk, zum Teil mit Lehmziegeln, Krüppelwalmdach, Dachhecht, Giebel verkleidet, Porphyrstichbogenportal - Stallscheunen: Erdgeschoss Porphyrgewände, zum Teil Fachwerk im Erdgeschoss, Stichbogenportal, Obergeschoss Fachwerk, alle Gebäude ziemlich baufällig - Tafel „Erneuert im Revolutionsjahre 1849 von Carl Gottlob Lange“ - Tafel „Alles mit Gott! Bei Eintracht Fleiß und Heiterkeit wohnt göttliche Zufriedenheit“ | 08955358 |
| Direkt Bild zu diesem Denkmal hochladen | Nördliches Wohnstallhaus eines Dreiseithofes                                                                            | Muldenweg 2 (Karte)     | 1. Hälfte 19. Jahrhundert | Obergeschoss Fachwerk, typisch sächsisches Bauernhaus, baugeschichtlich von Bedeutung. Erdgeschoss massiv, Porphyrstichbogenportal mit Schlussstein, Obergeschoss zwei Seiten Fachwerk, Giebel Schiefer. | 08955353 |
| Direkt Bild zu diesem Denkmal hochladen | Mühlengebäude und Seitengebäude eines Mühlenanwesens                                                                    | Muldenweg 8 (Karte)     | Bezeichnet mit 1745 (Mühle); bezeichnet mit 1862 (Mühle); Anfang 19. Jahrhundert (Seitengebäude)                                                                | Typische ehemalige dörfliche Wassermühle, Mühlgraben zugeschüttet, bau- und ortsgeschichtlich von Bedeutung. - Mühlengebäude: massiv, Porphyrgewände, Portal mit Verdachung, niedriges Segmentbogentor mit Schlussstein, Garageneinbau - Seitengebäude: Erdgeschoss massiv, Obergeschoss Fachwerk, Porphyrgewände | 08955580 |

## Weißbach
| Bild                                    | Bezeichnung | Lage                      | Datierung | Beschreibung | ID       |
| --------------------------------------- | --- | ------------------------- | --- | --- | -------- |
|                                         | Halbmeilenstein | (Flurstück 36/12) (Karte) | Nach 1858 | Königlich-Sächsischer Meilenstein, verkehrsgeschichtlich von Bedeutung | 09299941 |
| Direkt Bild zu diesem Denkmal hochladen | Ehemaliges Armenhaus | Dorfstraße 5 (Karte)      | Anfang 19. Jahrhundert                                                                                              | Obergeschoss Fachwerk, elementarer Bestandteil der Ortsstruktur, bau-, orts- und sozialgeschichtlich von Bedeutung. Sehr schmaler Baukörper mit zwei Eingängen und unterschiedlicher Konstruktion, Porphyrgewände, Winterfenster, Obergeschoss Fachwerk, Giebel massiv, Biberschwanzdeckung. | 08955337 |
| Direkt Bild zu diesem Denkmal hochladen | Südliches Wohnstallhaus eines Vierseithofes | Dorfstraße 19 (Karte)     | 1. Hälfte 19. Jahrhundert                                                                                           | Baugeschichtlich und ortsbildprägend von Bedeutung. Erdgeschoss massiv, Obergeschoss Fachwerk mit originalen Fenstergrößen, Dachüberstand, ein Giebel massiv. | 08955334 |
|                                         | Wohnstallhaus (Nr. 22), Auszugshaus (heute Wohnhaus, Nr. 23) und westliches Seitengebäude (mit Kumthalle) eines Vierseithofes sowie Toranlage und Stützmauer | Dorfstraße 22, 23 (Karte) | Bezeichnet mit 1863 (Wohnstallhaus); um 1863 (Seitengebäude mit Kumthalle); 2. Hälfte 19. Jahrhundert (Auszugshaus) | Wohnstallhaus Obergeschoss Fachwerk, geschlossen erhaltener Vierseithof von baugeschichtlichem, sozialgeschichtlichem und ortsbildprägendem Wert. - Wohnstallhaus: Erdgeschoss verputzt, Porphyrgewände, profilierte Türstürze, Obergeschoss Fachwerk (aufgebrettert), im Giebel Palladiomotiv - Stallscheune: massiv, verputzt, Porphyrgewände, Backsteinableitungsbögen, Dachhäuschen, im Giebel Drillingsfenster (nebst Okulus) mit Bedachung und Konsolsteinen - Auszugshaus: Zweigeschossiger Putzbau über rechteckigem Grundriss mit nachträglichem Anbau an der hinteren Traufseite und baulichen Veränderungen – u. a. Toröffnungen verändert, nicht denkmalgerechte Fenster. zweiachsiger Dacherker mit Satteldach, Rechteckfensteröffnungen, Türportal Porphyr mit Inschrift „Der Herr behüt das Haus u. seine Bewohner.“, im Inneren komplett umgebaut, lediglich preußisches Kappengewölbe im ehem. Stall sowie Keller mit Kappengewölbe auf Gurtbögen und Treppe erhalten. Als Teil des Bauernhofes von sozialgeschichtlichem und ortsbildprägendem Wert. - Toreinfahrt: Klinker, fragmentarische Kegelbekrönung - Stützmauer und Einfriedung: mächtige, mehrere Meter hohe Porphyrmauer | 08955335 |
| Direkt Bild zu diesem Denkmal hochladen | Südliches Wohnstallhaus und westliches Seitengebäude eines Vierseithofes                                                                                     | Dorfstraße 30 (Karte)     | Bezeichnet mit 1749 (Balkeninschrift Wohnstallhaus); Mitte 19. Jahrhundert (Seitengebäude)                          | Beide Gebäude in Fachwerkbauweise, bau- und wirtschaftsgeschichtlich von Bedeutung. - Wohnstallhaus: Obergeschoss strebenreiches Fachwerk, zum Teil mit vorstehenden Balkenköpfen, Dachüberstand - Seitengebäude (Stallscheune): Porphyrgewände, Obergeschoss Fachwerk, an das Wohnhaus angebaut | 08955339 |

## Tabellenlegende
- Bild: Bild des Kulturdenkmals, ggf. zusätzlich mit einem Link zu weiteren Fotos des Kulturdenkmals im Medienarchiv Wikimedia Commons. Wenn man auf das Kamerasymbol klickt, können Fotos zu Kulturdenkmalen aus dieser Liste hochgeladen werden:
- Bezeichnung: Denkmalgeschützte Objekte und ggf. Bauwerksname des Kulturdenkmals
- Lage: Straßenname und Hausnummer oder Flurstücknummer des Kulturdenkmals. Die Grundsortierung der Liste erfolgt nach dieser Adresse. Der Link (Karte) führt zu verschiedenen Kartendiensten mit der Position des Kulturdenkmals. Fehlt dieser Link, wurden die Koordinaten noch nicht eingetragen. Sind diese bekannt, können sie über ein Tool mit einer Kartenansicht einfach nachgetragen werden. In dieser Kartenansicht sind Kulturdenkmale ohne Koordinaten mit einem roten bzw. orangen Marker dargestellt und können durch Verschieben auf die richtige Position in der Karte mit Koordinaten versehen werden. Kulturdenkmale ohne Bild sind an einem blauen bzw. roten Marker erkennbar.
- Datierung: Baubeginn, Fertigstellung, Datum der Erstnennung oder grobe zeitliche Einordnung entsprechend des Eintrags in der sächsischen Denkmaldatenbank
- Beschreibung: Kurzcharakteristik des Kulturdenkmals entsprechend des Eintrags in der sächsischen Denkmaldatenbank, ggf. ergänzt durch die dort nur selten veröffentlichten Erfassungstexte oder zusätzliche Informationen
- ID: Vom Landesamt für Denkmalpflege Sachsen vergebene, das Kulturdenkmal eindeutig identifizierende Objekt-Nummer. Der Link führt zum PDF-Denkmaldokument des Landesamtes für Denkmalpflege Sachsen. Bei ehemaligen Kulturdenkmalen können die Objektnummern unbekannt sein und deshalb fehlen bzw. die Links von aus der Datenbank entfernten Objektnummern ins Leere führen. Ein ggf. vorhandenes Icon  führt zu den Angaben des Kulturdenkmals bei Wikidata.

## Ausführlicher Denkmaltext
1. ↑  Freilichtmuseum Schwarzbach:

  - Wohnstallhaus aus Doberenz von 1714 (d): Das Wohnstallhaus eines Vierseithofes war in einem stark verfallenden Zustand an seinem Ort der Errichtung nicht mehr zu halten. Die Umsetzung ins neu gegründete Museum Schwarzbach von 1997 bis 2000 erfolgte im Zustand eines Umbaus von 1836. Das Bruchsteinerdgeschoss, welches beim Umbau ein Erdgeschossfachwerk und wohl ein Umgebinde ersetzte, konnte nicht transloziert werden, dafür aber einige Innenwände des Oberstocks als ganze Wände mit Gefach, Putz und Farbe. Ein Großteil des Fachwerkgefüges und nahezu das gesamte Dachwerk konnten nach Reparaturen wieder aufgestellt werden. Die Umsetzung genügt wissenschaftlichen Ansprüchen in hohem Maße. In dem in Ziegelmauerwerk errichteten Erdgeschoss befindet sich im Raum des ehemaligen Stalles eine Versammlungsgelegenheit. Flur, Stube sowie der Fachwerkoberstock sind mit aussagekräftigen Stücken zur bäuerlichen Wohn- und Lebensweise des 19. Jahrhunderts museal ausgestattet.
  - Seitengebäude aus Leupahn: Als zweites Kulturdenkmal wurde zwischen 2000 und 2002 zur Bildung einer Hofsituation ein Seitengebäude aus Leupahn im rechten Winkel zum Doberenzer Haus bei dessen zugewandtem Giebel errichtet. Über einem steinernen Stall, der auch hier mit der Umsetzung neu errichtet wurde, befindet sich ein Fachwerkoberstock mit Laubengang, dem anschließend folgt im Museum eine Remise vollständig in Fachwerk. Das Bauwerk zeigt zumindest eine größere Umbauphase, die ältesten Bauhölzer datieren in das Jahr 1669 (d). Das ebenfalls nach wissenschaftlichen Grundsätzen translozierte Bauwerk zeigt deutlich seine Baugeschichte und ist als Museum mit besonderem Blick auf die historische Landwirtschaft eingerichtet.
  - Stallgebäude aus Königshain: Das kleine Fachwerkgebäude wurde 2001/2002 abgebaut und gegenüber dem Leupahner Seitengebäude wieder aufgebaut. In seiner äußeren Erscheinung folgt es dem am alten Standort vorgefundenen Beispiel, es verdeckt den Blick vom Hof auf ein dahinter neu errichtetes Back- und Schlachthaus in angepasster neuer Bauform. Seine Nutzung ist in die des Back- und Schlachthauses eingebunden.
  - Königsfelder Schmiede: Die Königsfelder Schmiede gehört zu den schon über mehrere Jahrzehnte im Blick der ländlichen Denkmalpflege stehenden Bauten. Aber auch hier war ein Erhalt des noch gut im Zustand befindlichen Hauses nicht möglich. Die Umsetzung von 2003 bis 2006 ist gerade für die Schmiede ein glücklicher Umstand, wenn auch hier das bauzeitliche steinerne Erdgeschoss verloren gehen musste. Dafür aber wird im Haus von 1687 (d), 1689 (i) vor der Wohnstube wieder geschmiedet. Im Oberstock mit aufwendig gezimmertem Fachwerk befindet sich ein Raum mit einer historischen Bäckerei. Das Dachwerk ist durch das Offenlassen der Felder zwischen den Dachbalken von unten einsehbar. Es ist von besonderer Konstruktion und sorgfältigem Gefüge. Die Schmiede zeigt sich am neuen Standort mit einem jüngeren Anbau, dessen Form und Dachwerk übertragen wurde, als ein authentisches Zeugnis des ländlichen Handwerks. Gerade bei diesem Kulturdenkmal wurden die Zimmererarbeiten während der Translozierung in sehr guter Qualität ausgeführt. Wie zum Dachwerk aus Zettlitz und dem nachfolgend beschriebenen Poppitzer Haus wurde zur wissenschaftlichen Vorbereitung der Umsetzung ein formgetreues Handaufmaß angefertigt.
  - Poppitzer Wohnstallhaus: Das Wohnstallhaus aus dem Rochlitzer Ortsteil Poppitz gehört zu den ältesten ländlichen Baudenkmalen in Sachsen. Das Bauholz datiert in das Jahr 1568 (d). Das am bauzeitlichen Standort stark verfallende Haus konnte durch die Translozierung seit 2006 vor dem endgültigen Verlust bewahrt werden. Das Kehlbalkendachwerk mit mittig einfach stehendem Stuhl ist wie das Obergeschossfachwerk zu großen Teilen erhalten geblieben. Bei dem Aufbau des Hauses wurden die wissenschaftlichen Ziele anders als beiden bisherigen Bauten auch mit rekonstruktivem Anteil gesteckt. Das am Altstandort ebenfalls in Bruchstein errichtete Erdgeschoss konnte wiederum nicht umgesetzt werden, um aber den Zustand eines Hauses im 16. Jahrhundert zu zeigen, wurde ein Fachwerkerdgeschoss als Neubau errichtet. Der Nachweis des Fachwerkerdgeschosses ist durch den abgewandten Langständerabbund belegt und hier auch wieder hergestellt worden. Nach dem Nachweis eines Umgebindes ist beim Wiederaufbau ein solches nach Befunden rekonstruiert worden, derzeit wird eine Blockstube in den bauzeitlichen Ausmaßen im Haus neu errichtet. Auch dabei geht es um den Gesamtzusammenhang in der Anlage eines Wohnstallhauses aus dem 16. Jahrhundert. Das Haus dient allein haus- und gefügekundlichen musealen Zwecken.
  - Altgeringswalde, Untere Dorfstraße 67: Dieser Langständerbau von 1659 musste unausweichlich einem Dorfstraßenausbau weichen. Das Hausgerüst liegt wettergeschützt im Museum und wird hoffentlich als nächstes Kulturdenkmal im Museum wieder aufgebaut.

Alle genannten Gebäude bzw. Gebäudeteile weisen eine sehr frühe Entstehungszeit auf. Sie gehören zu den ältesten überlieferten ländlichen Wohn- und Wirtschaftsgebäuden in Sachsen. Durch ihre teilweise singuläre Konstruktion sind sie bedeutsam für die Hausforschung. Ihr Denkmalwert ergibt sich eindeutig aus ihrer großen regionalgeschichtlichen und hausgeschichtlichen Bedeutung.